# Cô Phong Giác Minh
Cô Phong Giác Minh (zh. 孤峰覺明, ja. kohō kakumyō), 1271-1361, là một Thiền sư Nhật Bản, thuộc tông Lâm Tế, nối pháp Thiền sư Tâm Địa Giác Tâm (zh. 心地覺心, ja. shinchi kakushin) và là thầy của Thiền sư Bạt Đội Đắc Thắng (zh. 拔隊得勝, ja. bassui tokushō).
Dưới sự hướng dẫn của Giác Tâm, Sư thâm nhập giáo lý của Chân ngôn tông cũng như Thiền tông. Sư cũng tham học với Đạo Nguyên Hi Huyền (zh. 道元希玄, ja. dōgen kigen) và thụ Bồ Tát giới nơi vị này. Sư cũng kết bạn thân với Oánh Sơn Thiệu Cẩn (zh. 瑩山紹瑾, ja. keizan jōkin), một vị Thiền sư nổi danh của tông Tào Động Nhật Bản. Trong một cuộc du hành sang Trung Quốc, Sư cũng đến Thiền sư Trung Phong Minh Bản (zh. zhōngfēng míngběn 中峰明本) và tham học nơi đây.